# Guarea adenophylla
Guarea adenophylla är en tvåhjärtbladig växtart som beskrevs av Al.Rodr.. Guarea adenophylla ingår i släktet Guarea och familjen Meliaceae. Inga underarter finns listade i Catalogue of Life.